# Jawahir Roble
Jawahir Roble, également connu sous le nom de Jawahir Jewels ou JJ, est une arbitre de football britannique d'origine somalienne.
Le Daily Telegraph l'a qualifié d'"arbitre le plus remarquable d'Angleterre".
Elle déclare lors d'une interview pour le journal britannique Evening Standard : "Qui pourrait penser qu'une immigrée noire d'origine somalienne avec huit frères et sœurs pourrait arbitrer un match de foot masculin en Angleterre avec un hijab?".

## Biographie
Jawahir Roble est née en 1995 en Somalie et a grandi dans le nord-ouest de Londres avec ses parents et huit frères et sœurs,.
Le football a toujours fait partie de sa vie. Elle a déclaré : "Nous avons toujours joué au football dans le jardin, dans la maison, dehors, partout". De confession musulmane, elle porte un hijab lorsqu'elle travaille comme arbitre.

En 2014, Roble écrit comment elle veut encourager les filles musulmanes à jouer au football. :
Je rêve qu'un jour, mes chères sœurs musulmanes aimeront faire du sport [collectif]. Mon but est d'encourager les jeunes musulmanes de 8 à 15 and à faire du sport. Mon objectif final est de promouvoir le football comme un outil pour rendre les jeunes filles, actives, faire des workshops qui aident à développer l'esprit d'équipe, augmentent leur confiance en elle et encouragent un mode de vie sain.

   

## Carrière
En 2013, elle obtient une subvention de 300 livres sterlings et réussit à impliquer Ciara Allan, son agent de développement du football féminin du comté de Middlesex dans son projet. En septembre la même année, Ciara Allan a lancé la ligue féminine Middlesex FA (Middlesex FA Women's League) avec une nouvelle division Desi. Les deux femmes ont un accord :  la Middlesex FA a financé la formation officielle d' arbitre de Roble et en échange, Jawahir arbitre les matchs de la ligue chaque semaine.
En 2017, elle a été l'une des onze lauréates des prix Respect et a remporté le prix "Match Official". Son prix récompense son travail de bénévole pour l'association caritative Football Beyond Borders (FFB) qui se combat pour l'éducation et avec la Middlesex FA ; son travail d'entraîneuse de la première équipe féminine de FFB, ainsi que pour l'obtention de la qualification d'arbitre de niveau six.
Elle est une leadeuse de la jeunesse FA.